# Judería de Cuéllar

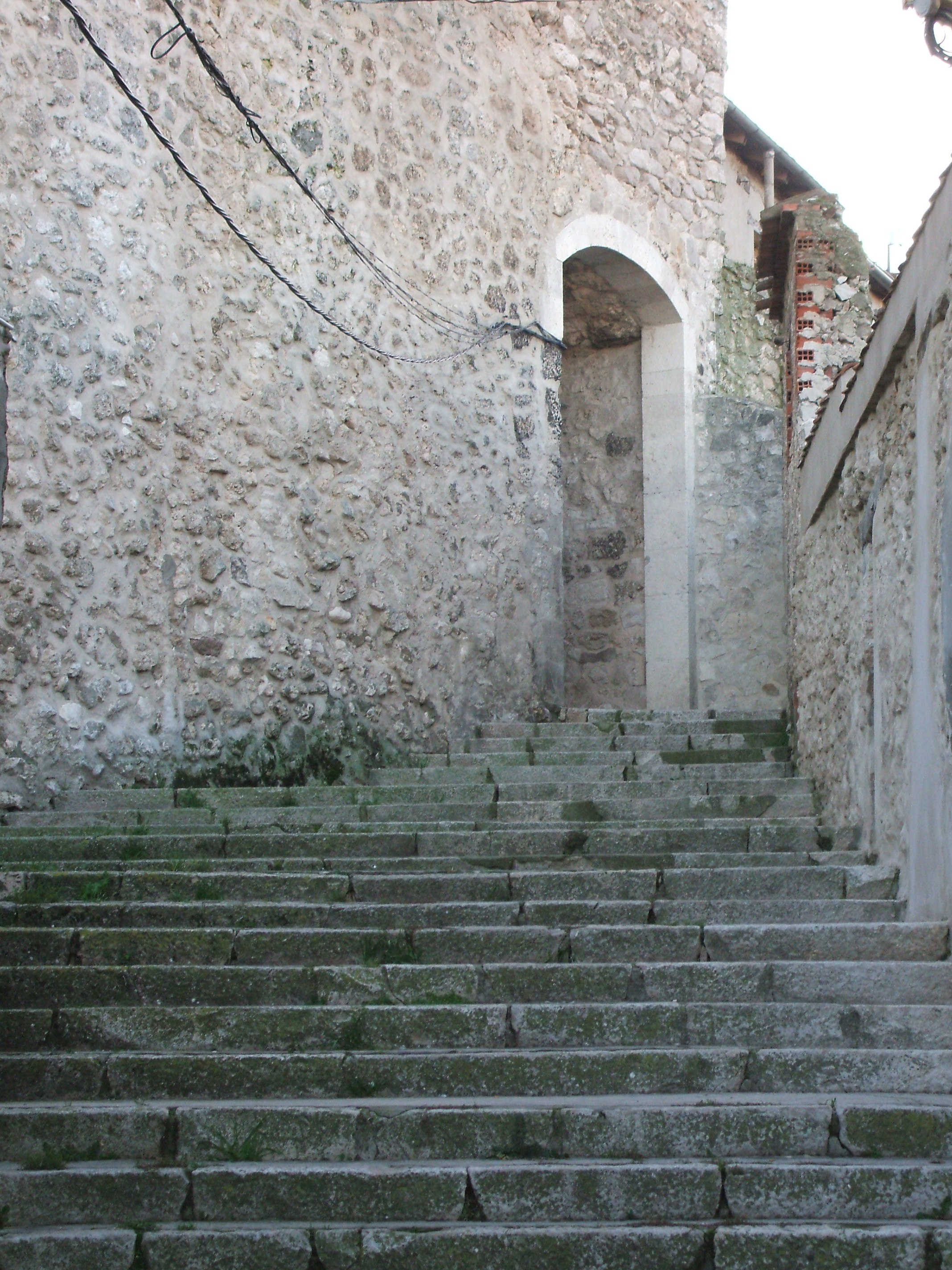
Vista de la puerta de la judería, que comunicaba los dos recintos murados de Cuéllar.

La judería de Cuéllar fue un barrio del municipio de Cuéllar (Segovia) habitado por la comunidad hebrea al menos desde el siglo XIII y hasta su expulsión mediante el Edicto de Granada promulgado por los Reyes Católicos en 1492.
Estuvo ubicada entre la puerta de la Judería y la de San Andrés, y lindaba con la collación o parroquia de la iglesia de San Esteban, la propia muralla de la villa y el Hospital de Santa María Magdalena. Uno de sus miembros más destacados fue el rabino Abraham Simuel.

## Historia
La primera noticia documental de población judía en Cuéllar data del año 1290, cuando la aljama de la villa contribuyó al obispado de Segovia con 933 maravedíes, siendo al parecer, junto con la aljama de Coca, una de las menores de la provincia de Segovia. Al siglo XIII pertenece también el sello concejil de Cuéllar que se conserva en la actualidad en el Museo Arqueológico Nacional, y que fue realizado por los judíos.
Durante el reinado de Enrique IV de Castilla la aljama creció de manera importante hasta convertirse en una de las mayores de la provincia, por debajo de la existente en la propia Segovia. De esta manera los judíos de Cuéllar tributaban al obispado con 3.000 maravedíes, mientras que la judería de Pedraza lo hacía con 1.200, la de Fuentidueña con 1.000 y la de Coca con 700.
Este crecimiento de población hebrea se debió en buena parte, al nombramiento de Diego de Alba como corregidor de la villa, quien más tarde fue investigado por la Inquisición española. Fue acusado ser descendiente de conversos, de favorecer a la población judía y de participar en ceremonias religiosas. En su proceso inquisitorial un fraile afirmó en 1490 que con su llegada a Cuéllar el número de judíos aumentó de cincuenta a más de doscientos. Dentro de los miembros más destacados de la aljama se encuentra Abraham Simuel, rabino y filósofo, que además fue médico de Beltrán de la Cueva, favorito de Enrique IV y primer duque de Alburquerque, popularizado por llenar la sinagoga de cristianos viejos, entre los que se encontraba el propio corregidor, algunos familiares del duque y otros miembros de la nobleza cuellarana, que fue íntimo amigo de Isaac Abravanel, uno de los banqueros de Isabel la Católica junto a Abraham Simuel, rabino mayor de Castilla.
Poco antes de la expulsión de la comunidad mediante el Edicto de Granada surgieron algunas disputas entre cristianos y judíos, y la justicia de Cuéllar llegó a irrumpir en la sinagoga en busca de un judío acusado de un delito. Además, se tiene constancia del azotamiento de un judío llamado Garçón, y del ahorcamiento de otro llamado Haron. Una vez cumplido el plazo marcado por los Reyes Católicos, son constantes las noticias de conversos, destacando el apelativo de la Cueva en sus apellidos, linaje propio de la Casa de Alburquerque.
Dentro de los restos más destacados se registran la puerta de la Judería, el edificio considerado como la sinagoga y multitud de viviendas y edificaciones, cuyo entorno está protegido por un Plan Especial de Urbanismo de protección y mejora del conjunto. Se conserva además la calle de la Judería, que finaliza en la puerta del mismo nombre, así como la calle Barrionuevo, que hace expresa alusión al mismo.